# Aeroportul Congonhas-São Paulo
Aeroportul Congonhas-São Paulo (IATA: CGH, ICAO: SBSP) este un aeroport din São Paulo, São Paulo, Brazilia ce deservește zona São Paulo. Aeroportul a fost tranzitat în 2022 de 18.158.375 de pasageri. A fost deschis în 1936 și numit după zona deservită.
Situat la o altitudine de 802 m, aeroportul dispune de 2 piste. Este operat de Infraero⁠(d).

## Infrastructură

### Piste
Aeroportul dispune de 2 piste. Pista 17R/35L are suprafața de asfalt și dimensiunile 1.940 m × 45 m. Pista 17L/35R are suprafața de asfalt și dimensiunile 1.435 m × 45 m. 